# Садагашвілі Ната Коноївна
Ната Коноївна (Наталія Кононівна) Садагашвілі (?, село Кохврелі, тепер Ґорський муніципалітет, Грузія — ?) — грузинська радянська діячка, бригадир колгоспу імені Серго Орджонікідзе села Кохврелі Горійського району Грузинської РСР. Депутат Верховної ради СРСР 1-го скликання.

## Життєпис
Народилася в бідній селянській родині. Два роки навчалася в сільській початковій школі. З дитячих років працювала у батьківському господарстві.
З 1930 року — колгоспниця, бригадир колгоспу імені Серго Орджонікідзе села Кохврелі Горійського району Грузинської РСР. Досягала високих врожаїв цукрового буряка.
З 1934 року обиралася членом Кохврельської сільської ради, працювала керівником санітарно-гігієнічної секції. Кандидат у члени ВКП(б).
Подальша доля невідома.